# リーフ・ワンボイ
リーフ・ワンボイ（Leah Wambui、1989年5月21日 - ）は、ケニアの女子ラグビー選手。

## プロフィール
- ケニア出身。
- 身長 162cm、体重 73kg

## 略歴
2021年、東京五輪の7人制女子ケニア代表に選ばれた。